# Stelągi
Stelągi – wieś w Polsce położona w województwie mazowieckim, w powiecie sokołowskim, w gminie Sterdyń. Ma status sołectwa. Obok miejscowości przepływa rzeczka Buczynka, dopływ Bugu.
| SIMC    | Nazwa           | Rodzaj  |
| ------- | --------------- | ------- |
| 0690803 | Dąbrówka        | kolonia |
| 0690795 | Stelągi-Kolonia | kolonia |

W latach 1975–1998 miejscowość administracyjnie należała do województwa siedleckiego.
Mieszkańcy wyznania rzymskokatolickiego należą do parafii św. Anny w Sterdyni.